# Julie (opéra)
Pour les articles homonymes, voir Julie.
Julie est un opéra du compositeur belge Philippe Boesmans sur un livret du metteur en scène suisse Luc Bondy et de Marie-Louise Bischofberger, créé en 2005 à Bruxelles. L'histoire est adaptée de la pièce Mademoiselle Julie du suédois August Strindberg de 1889.

## Historique
Julie, WD6, est le quatrième opéra de Philippe Boesmans, composé en 2004, adapté depuis la pièce d'August Strindberg — sous-titrée « tragédie naturaliste » — par Luc Bondy et Marie-Louise Bischofberger. L'ouvrage est une commande de La Monnaie, du Festival international d'art lyrique d'Aix-en-Provence et du Festival de Vienne. L'adaptation est effectuée par Luc Bondy, un habitué de la collaboration avec le compositeur, ayant déjà participé à l'écriture et la création de deux autres de ses opéras, Reigen et Wintermärchen.
Julie est créé le 8 mars 2005 à La Monnaie de Bruxelles lors du festival Ars musica, sous la direction des chefs d'orchestre belge et japonais Patrick Davin et Kazushi Ōno avec l'Orchestre de chambre de la Monnaie. La mise en scène est assurée par le librettiste et les décors sont conçus par Richard Peduzzi. Lors de la création, il est prévu une alternance de deux distributions avec trois artistes lyriques et un chef différents. L'opéra obtient un fort succès lors de la sa création, de la part du public et de la critique,. La production est reprise en juin à Vienne et durant l'été au Festival d'Aix-en-Provence et une captation vidéo a lieu qui paraît en DVD l'année même.
Julie fait l'objet d'une nouvelle production en 2010 à Paris au Théâtre de l'Athénée Louis-Jouvet, sous la direction du chef belge Jean-Paul Dessy avec  l’ensemble Musiques nouvelles et mis en scène par le canadien Matthew Jocelyn. L'opéra est représenté de nouveau en 2022 dans une coproduction de l'Opéra national de Lorraine à Nancy avec l'Opéra de Dijon, sous la direction d'Emilio Pomarico — qui créé déjà Pinocchio, autre opéra du compositeur, en 2017 — avec l’Orchestre de la maison lyrique nancéienne et mis en scène par Silvia Costa,. Cette production, rejoué en mai de la même année, confirme le succès de l'ouvrage,. La mise en scène de cette production présente des décors, conçus par le metteur en scène, qui associe le noir et le blanc de manière très contrastée et épurée, accentuant la silhouette des personnages,. Un double du personnage principal, Julie, est confié à un danseur ainsi qu'à un acrobate. Le compositeur est présent lors d'une représentation de cette production et affirme l'avoir apprécié,.

## Description
Julie est un opéra de chambre en un acte — comme la pièce dont est tiré le livret —, douze tableaux et en allemand, d'une durée d'environ une heure et quinze minutes. Le livret est réduit par rapport à la pièce pour laisser une place plus proéminente à la musique. La partition fait intervenir trois voix solistes et un orchestre de chambre d'une vingtaine de musiciens.
L'opéra est dédié au compositeur belge Fabrizio Cassol.
L'action se passe dans un château perdu de la campagne suédoise à la fin du xixe siècle, lors de la fête de la Saint Jean. Le récit raconte, dans la cuisine du château, le crise de Julie, la fille du comte, qui essaie de séduire Jean, le domestique, qui se laisse amadouer, espérant en tirer une meilleure situation.

### Rôles
La distribution de Julie comprend les personnages suivants, avec la tessiture qui leur est associée ainsi que le créateur du rôle :
| Rôle                      | Tessiture     | Créateur                               | Production de 2022 |
| ------------------------- | ------------- | -------------------------------------- | ------------------ |
| Julie, fille du comte     | mezzo-soprano | Malena Ernman/Tove Dahlberg            | Irene Roberts      |
| Jean, domestique du comte | baryton       | Garry Magee/Davide Damiani             | Dean Murphy        |
| Kristin, cuisinière       | soprano       | Kerstin Avemo/Hendrickje Ven kerckhove | Lisa Mostin        |

### Orchestration
L'orchestration de Julie comprend les instruments suivants :
- Vents : flûte, hautbois, clarinette, basson ;
- cuivres : 2 cors, trompette, trombone ;
- autres : 2 percussionnistes, harpe, piano ;
- cordes : 2 violons, 2 altos, violoncelle, contrebasse.

## Enregistrements
Un enregistrement vidéo a lieu en mars à La Monnaie et paraît en 2005 chez le label Cypres puis un autre durant l'été de cette année au Festival d'Aix-en-Provence, qui paraît en 2007 chez BelAir Classiques.